# LG 폴더
LG 폴더는 LG전자가 2018년 3월에 출시한 제품이다. LG 폴더 시리즈의 첫 번째 버전이다. LG 전자의 피처폰 모델이다.